# Колледж (Клан Сопрано)
«Колледж» (англ. «College») — пятый эпизод первого сезона драматического сериала канала HBO «Клан Сопрано», который был показан 7 февраля 1999 года. Сценарий написали сопродюсер Джеймс Манос-мл. и создатель сериала/исполнительный продюсер Дэвид Чейз, а режиссёром стал Аллен Култер.
Эпизод был оценён как лучший в сериале журналом «Time» и занял второе место в "Списке 100 лучших телеэпизодов всех времён" в журнале «TV Guide».

## В ролях
- Джеймс Гандольфини — Тони Сопрано
- Лоррейн Бракко — д-р Дженнифер Мелфи
- Эди Фалко — Кармела Сопрано
- Майкл Империоли — Кристофер Молтисанти
- Доминик Кьянезе — Коррадо Сопрано-мл. *
- Винсент Пасторе — Пусси Бонпенсьеро *
- Стивен Ван Зандт — Сильвио Данте *
- Тони Сирико — Поли Галтиери *
- Роберт Айлер — Энтони Сопрано-мл.
- Джейми Линн-Сиглер — Медоу Сопрано
- и Нэнси Маршан — Ливия Сопрано *

* = указаны только

### Приглашённые звёзды
- Пол Шульц — отец Фил
- Тони Рэй Росси — Фабиан "Фебби" Петрулио, aka Фред Питерс
- Оксана Лада — Ирина Пельцин
- Лиза Арнинг — жена Питерса
- Росс Гибби — бармен
- Марк Кэмайн — Дин
- Майкл Манетта — обслуживающий на заправке
- Кит Ноббс — студент Боудина
- Люк Райлли — Лон Ле Дойен
- Сара Томпсон — Люсинда
- Оливия Бринн Заро — дочь Питерса

## Сюжет
Тони берёт Медоу в поездку в Мэн, чтобы посетить три колледжа, которые она рассматривает. Пара сначала посещает Бэйтс колледж, и Медоу шутит про хорошо известную сексуальную атмосферу колледжа. По пути из Бэйтса в Колби колледж, Тони застигнут врасплох, когда его дочь спрашивает, находится ли он в "Мафии", а его инстинктивная реакция отрицает всё. Когда Медоу проявляется скептически, он смягчается и признаёт, что часть его дохода приходит от незаконного игорного бизнеса и других видов деятельности. Медоу признаётся, что принимала мет, чтобы подготовиться к SAT, но после того, как Тони реагирует на это гневно, не сообщает ему об источнике. Оба, кажется, испытали облегчение, благодаря этой взаимной честности на трудные темы.
Позже Тони замечает знакомое лицо издалека на заправке: Фабиана Петрулио, бывшего члена преступной семьи ДиМео, который стал информатором ФБР и был переведён под программу защиты свидетелей. Несмотря на очевидные тревогу и подозрения Медоу на его взволнованную реакцию (преследование автомобиля по встречной полосе), Тони решает найти человека, подтвердить его личность, и лично казнить его, продолжая поездку с Медоу. Тони оставляет свою дочь в баре колледжа, пока он выслеживает Петрулио. Он подтверждает личность Петрулио, когда он видит бюст Рональда Рейгана в офисе Петрулио, схожий с тем, который Петрулио создал, находясь в тюрьме. Тони не осознаёт, что его слежка не остаётся незамеченной; нося личное огнестрельное оружие, Петрулио в свою очередь выслеживает Тони и его дочь в придорожном отеле, где они остановились. Однако присутствие двух пожилых прохожих предотвращает Петрулио от выстрела в ничего не подозревающего Тони.
На следующее утро Тони оставляет Медоу для интервью в Колби колледже, и уходит, чтобы подстеречь Петрулио на своём рабочем месте. Тони душит его проводом, пока Петрулио умоляет его о пощаде. Во время своей езды из Колби в Боудин-колледж, Тони встретился с ещё большим скептицизмом своей дочери, и после прибытия в Боудин натолкнулся на фразу Натаниэля Готорна на дисплее в приёмной комиссии: "Ни один человек не может долго быть двуликим, иметь одно лицо для себя, а другое для толпы, в конце концов он сам перестанет понимать, какое из них подлинное".
Тем временем, в Нью-Джерси, Кармела находится дома, восстанавливаясь от случая с гриппом, и её неожиданно навещает отец Фил, в то время как Э.-мл. находится с другом с ночёвкой. Отец Фил и Кармела наслаждаются запечённым зити, вином и фильмом «Остаток дня». Эмоции Кармелы активизировались, когда доктор Мелфи звонит, чтобы перепланировать посещение Тони, раскрывая Кармеле, что психиатр её мужа - женщина. Кармела изливает своё сердце отцу Филу о её браке и о её страхах за своих детей и её душу, а затем причащается с ним. Кармела почти доведена до того, чтобы поцеловать священника романтично, но момент упущен, когда его желудок бунтует, по-видимому, против его потребления алкоголя. Отец спит на диване до утра. Тони и Медоу возвращаются в тот же день, но запрос Тони на то, что Кармела делала, проводя вечер наедине с другим мужчиной, развёрнут, когда она упоминает её разговор с доктором Мелфи, поставив Тони оборону.

## Умер
Фабиан "Фебби" Петрулио: задушен Тони Сопрано за то, что был информатором ФБР, во время поездки Тони по колледжам с его дочерью Медоу.

## Название
Название ссылается к тому, что весь эпизод сосредоточен на том, что Тони водит Медоу на экскурсию по колледжам в Мэне.

## Производство
- Создатель сериала Дэвид Чейз заявил, что когда HBO впервые прочитало сценарий, они протестовали убийство Фабиана Тони. Исполнительные продюсеры сказали, что Чейз так хорошо построил Тони в качестве отзывчивого персонажа, что они верили, что если Тони совершит хладнокровное убийство, то фанаты настроятся против него и шоу потеряет своего героя. Чейз сказал, что он верит, что фанаты настроятся против Тони, если персонаж не совершит убийства, потому что бездействие заставило бы его казаться слабым.[3] В конце концов, Чейз взял верх над решением и эпизод стал любимчиком фанатов.
- Чейз назвал этот эпизод своим любимым из-за его автономной природы.[4] Джеймс Гандольфини и Джейми-Линн Сиглер аналогично цитируют.
- Места съёмок колледжа и сцены Мэна в "Колледже" на самом деле были отсняты в сельском Нью-Джерси. Натуры колледжа расположены в Университете Дрю в Мэдисоне, Нью-Джерси.[5]
- Это первый эпизод, где отца Фила играет Пол Шульц. Изначально его играл Майкл Санторо в пилотном эпизоде.

## Музыка
- Песня, играющая, когда Кристофер играет в пул в Bada Bing, когда Тони впервые звонит ему - "Eye on You" в исполнении Rocket from the Crypt.
- Песня, играющая, когда Тони и Медоу ужинают и обсуждают то, как Тони стал вовлечённым в банду, и во время финальных титров - "Gold Leaves" в исполнении Майкла Хоппе.
- Песня, играющая, когда Тони оставляет Медоу с двумя девочками из колледжа Колби - "Maine Two-Step" в исполнении The Basin Brothers.
- Песня, играющая в баре, когда Фабиан входит, чтобы спросить, спрашивал ли кто-нибудь о нём - "Cadence to Arms", версия "Scotland the Brave" в исполнении Dropkick Murphys.

## Награды
Джеймс Манос-мл. и Дэвид Чейз получили премию «Эмми» за лучший сценарий драматического сериала за их работу над эпизодом. Эди Фалко получила свою первую номинацию на «Эмми» за лучшую женскую роль в драматическом сериале за её представление Кармелы в этом эпизоде.